# کنگو کیتازومه
کنگو کیتازومه (انگلیسی: Kengo Kitazume؛ زادهٔ ۳۰ آوریل ۱۹۹۲) بازیکن فوتبال اهل ژاپن است.
از باشگاه‌هایی که در آن بازی کرده‌است می‌توان به باشگاه فوتبال جف یونایتد ایچیهارا چیبا اشاره کرد.